# Golden Kenia
Golden Kenia is een Belgisch pilsbier.
Het bier wordt gebrouwen in Brouwerij Huyghe te Melle.
Het is een blond bier van lage gisting met een alcoholpercentage van 5%. Dit bier werd gecreëerd in 1945, de naam verwijst naar een Franse gerstvariëteit. In de jaren vijftig sleepte deze pils een aantal prijzen in de wacht. De pils werd vroeger geschonken in meer dan 300 verplichte zaken en had een grote afzet naar verschillende bedrijfsrestaurants (onder meer van de NMBS) en ziekenhuizen. Momenteel wordt het merendeel geëxporteerd, zo wordt er 50% naar Frankrijk uitgevoerd.